# ハラワ駅
ハラワ駅 (ハワイ語: Hālawa)は、アメリカ合衆国ハワイ州ホノルル市の鉄道、スカイライン（ホノルル・レール・トランジット）の駅である。英語の名称としてアロハ・スタジアム駅 (英語: Aloha Stadium)が付けられている。

## 駅情報
アロハ・スタジアムの最寄り駅である。留置線が設置されており、臨時列車の増便にも対応できる。

### 移動時間
- クアラカイ駅（英語版）（イースト・カポレイ）：26分
- レレパウア駅（空港駅）：5分

## 駅構造

### のりば
| 相対式ホーム |                                              |
| 西行き       | → ← スカイライン クアラカイ方面（マカラパ）  |
| 東行き       | スカイライン カアカウククイ方面 （アフア） → |
| 相対式ホーム |                                              |